# Kenneth Silverman
Kenneth Eugene Silverman (* 5. Februar 1936 in Manhattan, New York City; † 7. Juli 2017 ebenda) war ein US-amerikanischer Biograf und Hochschullehrer. Er war Professor für Anglistik an der New York University.

## Leben
Kenneth Silverman war der Sohn von Gustave Silverman und Bessie Goldberg. Er studierte an der Columbia University, wo er 1956 seinen Bachelor machte, 1958 seinen Master erhielt und 1964 promovierte. Während dieser Zeit unterrichtete er von 1958 bis 1959 an der University of Wyoming. Ab 1964 unterrichtete er an der New York University und wurde dort später zum Professor berufen.
Neben seiner Lehrtätigkeit schrieb Silverman mehrere Biografien, unter anderen über Benjamin Franklin, Harry Houdini und Edgar Allan Poe. Für The Life and Times of Cotton Mather wurde Silverman 1985 sowohl mit einem Pulitzer-Preis für die Beste Biographie oder Autobiographie als auch mit dem Bancroft-Preis ausgezeichnet. 2002 wurde er in die American Academy of Arts and Sciences gewählt.

## Werke
- The Life and Times of Cotton Mather (1984) ISBN 978-1-56649-206-5
- A Cultural History of the American Revolution (1986) ISBN 978-0-375-40128-2
- Benjamin Franklin: The Autobiography and Other Writings (1986)
- Edgar A. Poe: Mournful and Never-Ending Remembrance (1991) ISBN 0-06-016715-7
- Houdini!!! The Career of Ehrich Weiss (1997) ISBN 0-06-092862-X
- Lightning Man: The Accursed Life of Samuel B. Morse (2003) ISBN 978-0-375-40128-2
- Begin Again: A Biography of John Cage (2010) ISBN 978-1400044375